# Macchie (Amelia)
Macchie è una frazione del comune di Amelia, posta in collina a 520 m s.l.m. e a 9 km dal comune di Amelia. 
Nell’antichità era noto col nome di Castrum Machiae, per via dei boschi e macchie che lo circondano, ed era possedimento amerino. Secondo una leggenda medievale, Federico Barbarossa si sarebbe fermato su questo colle durante la sua discesa verso Roma, che in quell'epoca era afflitta da pestilenze. Tra i monumenti da ricordare, le mura, una torre e la porta dell'antico castello, nonché la chiesa di S. Nicola da Bari, ristrutturata nel 1930 in stile moderno, che festeggia il patrono ogni 6 dicembre. Nelle vicinanze è possibile visitare anche la sorgente d'acqua detta Capita, il prato di Piani Peloni e il prato di Piano Croci.